# Gymnopogon
Gymnopogon là một chi thực vật có hoa trong họ Hòa thảo (Poaceae).

## Loài
Chi Gymnopogon gồm các loài: